# Lincheux-Hallivillers
Ne doit pas être confondu avec Hallivillers.
Lincheux-Hallivillers est une ancienne commune française située dans le département de la Somme et la région Hauts-de-France. Elle est associée à la commune d'Hornoy-le-Bourg depuis 1972.

## Géographie
Cette commune associée se compose de deux localités : Lincheux et Hallivillers. Elles sont reliées par la route C3, environ 1 km les sépare.

## Histoire
Le 1er juillet 1972, la commune de Lincheux-Hallivillers est rattachée sous le régime de la fusion-association à celle d'Hornoy qui devient Hornoy-le-Bourg.

## Politique et administration
| Période                                  | Période  | Identité   | Étiquette | Qualité |
| ---------------------------------------- | -------- | ---------- | --------- | ------- |
|                                          | En cours | Alain Roux |           |         |
| Les données manquantes sont à compléter. |          |            |           |         |

## Démographie
| 1793 | 1800 | 1806 | 1821 | 1831 | 1836 | 1841 | 1846 | 1851 |
| ---- | ---- | ---- | ---- | ---- | ---- | ---- | ---- | ---- |
| 436  | 457  | 461  | 472  | 456  | 459  | 435  | 448  | 451  |

| 1856 | 1861 | 1866 | 1872 | 1876 | 1881 | 1886 | 1891 | 1896 |
| ---- | ---- | ---- | ---- | ---- | ---- | ---- | ---- | ---- |
| 415  | 397  | 399  | 355  | 357  | 333  | 307  | 284  | 247  |

| 1901 | 1906 | 1911 | 1921 | 1926 | 1931 | 1936 | 1946 | 1954 |
| ---- | ---- | ---- | ---- | ---- | ---- | ---- | ---- | ---- |
| 247  | 245  | 232  | 227  | 201  | 201  | 214  | 193  | 178  |

| 1962 | 1968 | - | - | - | - | - | - | - |
| ---- | ---- | - | - | - | - | - | - | - |
| 152  | 147  | - | - | - | - | - | - | - |

## Lieux et monuments
- Église de Lincheux, du début du XVIe siècle. Portail surmonté d'une tour quadrangulaire en brique et pierre et d'un clocher. Nef reconstruite en 1885 avec un très court transept. L'abside se termine par un pignon droit en brique et pierre.
- Église d'Hallivilliers, de petite taille, construite tout en brique au XIXe siècle, dans le style ogival.
- Monument disparu : l'ancien château de Lincheux, détruit vers 1840, dont l'aspect est connu par des dessins des Duthoit. Construit au XVIe siècle, Il présentait un seul rez de chaussée très élevé, avec une façade en pierre sculptée longue de cinq travées, ornée à la base du toit par des médaillons sculptés. Il se trouvait à environ 80 m au nord de l'église, à laquelle il était parallèle. Bâti sur un plan rectangulaire, il était un peu moins long qu'elle, mais un peu plus profond[3].